# Zunft zu Hausgenossen (Basel)

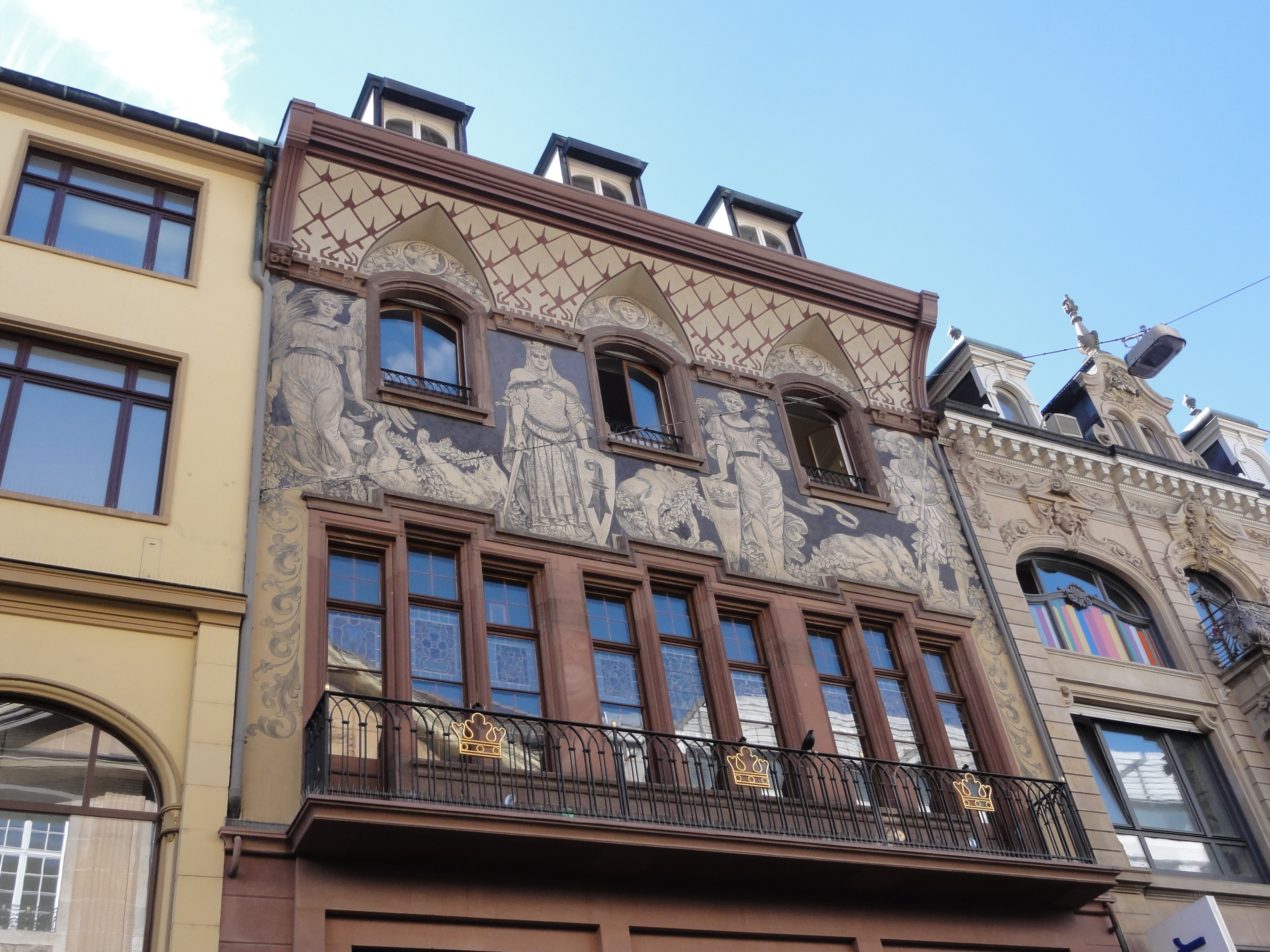
Gebäudedetail des Zunfthauses Freie Strasse 34

E.E. Zunft zu Hausgenossen, nach dem Hausnamen ihres Zunfthauses auch Bärenzunft genannt, ist eine öffentlich-rechtliche Korporation der Stadt Basel und eine der vier Basler Herrenzünfte. Sie ist die historische Vereinigung der Wechsler und Münzmeister sowie der Goldschmiede, Giesser und Gelehrten, steht heute aber allen Berufsständen offen.

## Anmerkung
1. ↑  E.E. steht für Eine Ehren